# The Sims 4
The Sims 4 е стратегическа компютърна игра, симулираща реалния живот. Тя е четвърта от серията на The Sims и е обявена на 6 май 2013 г. от Electronic Arts. Издадена за платформите Microsoft Windows на 2 септември 2014 г. и macOS на 17 февруари 2015 г. The Sims 4 е първата PC игра, която успява да се изкачи на първите места във всички класации за две години с 408 150 продажби по целия свят за първите четири дни. От ноември са продадени над 1.10 милиона единици. Играта получава сравнително добри отзиви, макар и по-малко от своите предшественици.
The Sims 4 има същата концепция като своя предшественик, The Sims 3. Играчите контролират своите симове в различни дейности и формират връзки между тях. Играта, както останалите в серията, е без определена крайна цел.
На 20 август 2013 г. The Sims 4 е представен с геймплей демо в Gamescom.

## Геймплей
The Sims 4 е симулационна игра на реалния живот. Играчите създават свой сим герой, с който изследват различни личности, които се променят по време на игра. Симовете могат да изпълняват многозадачност като говорене, докато се изпълнява друга задача. Настроенията на симовете също се променят по време на игра. Например сим може да извършва задача докато е или ядосан или много развълнуван. 

## Разработка
На 25 април 2013 г. няколко снимки от потребителския интерфейс биват пуснати онлайн. На 3 май 2013 г. Electronic Arts изпраща имейл до няколко фен-сайта, заявявайки, че ще има голямо изявление на 6 май 2013 г., като спекулациите са за The Sims 4.
Играта се разработва от Maxis.
The Sims 4 е сингъл плеър игра, и не задължава Интернет връзка, за да се играе, но е нужен Origin акаунт и Интернет връзка, за да може да се достигне до инсталационната програма.
Геймплейът беше разкрит на Gamescom 2013, заедно с други EA игри. Разкритите функции фокусират върху подобрения Create-A-Sim и новата добавка за кликване и поставяне, елиминирайки нуждата от слайдери и допълнителни емоции в основната игра.
Симовете ще имат възможността да изпълняват много неща наведнъж, като говорейки и ходейки по едно и също време.
Спекулациите са, че The Sims 4 е планирана за издаване в началото на 2014 г., но по-късно е разкрито, че всъщност ще е през есента на 2014 г.
През април 2014 г. изпълнителният продуцент на EA, Рейчъл Франклин, потвърди чрез Туитър, че EA ще демонстрира The Sims 4 в E3 в Лос Анджелис.
На 14 май 2014 г. разработчикът Райън Вон разкрива друг трейлър на Create A Sim в официалния YouTube канал на The Sims. Той включва преглед на това как ще изглеждат предварително направените симове Бела Гот и Мортимър Гот в The Sims 4.
На 28 май 2014 г. разработващият екип разкрива още един трейлър, но този път показвайки новата функция за строеж. Играчите вече ще могат да избират между три различни височини за стените и да променят височината на прозорците, както и ще могат да местят цели стаи от една позиция до друга.

## Разширения, Стъф пакети, добавки и издания

### Допълнително съдържание за изтегляне
| Име                      | Описание |
| ------------------------ | --- |
| Life of the Party        | Включен в Limited Edition останалите по-обогатени предлагани версии. Добавя бара Flaming Tiki и допълнителни облекла.                                                                                            |
| Awesome Animal Hats      | Включен в Digital Deluxe Edition останалите по-обогатени предлагани версии. Добавя колекция от животински шапки.                                                                                                 |
| Up All Night             | Включен в Digital Deluxe Edition останалите по-обогатени предлагани версии. Добавя шоуто Laser Light, фестивални маски, допълнителни парти декорации и облекла, два нови типа партита и нови рецепти за готвене. |
| Holiday Celebration Pack | Безплатен за сваляне пакет, издаден през декември 2014. Добавя коледни декорации и облекла. |

### Пакети със съдържание (Stuff Packs)
Пакетите със съдържание (Stuff packs) са частични разширения на геймплея за The Sims 4, които добавят нови предмети, дрехи и мебели към играта, без да имплементират съществени промени към геймплея. Стъф пакетите са само достъпни за дигитално изтегляне, за разлика от тези за The Sims 2 и The Sims 3.
| Име                   | Дата на издаване     | Описание |
| --------------------- | -------------------- | --- |
| Luxury Party Stuff    | 19 май 2015 г.       | Включва няколко луксозни парти облекла и предмети, включително бюфетни маси и фонтани за сирене/шоколад/напитки.                                                                  |
| Perfect Patio Stuff   | 16 юни 2015 г.       | Добавя към играта мебели за веранда, включително джакузита, както и нови дрехи.                                                                                                   |
| Cool Kitchen Stuff    | 11 август 2015 г.    | Включва в себе си цялостно кухненско обзавеждане в различни комбинации и електроуреди, като например машина за сладолед с повече от 30 вкуса.                                     |
| Spooky Stuff          | 29 септември 2015 г. | Влкючва тематични костюми и предмети за Хелоуин, като паяжини, места за дълбаене на тикви и ново страховито-тематично парти, което симовете могат да организират.                 |
| Movie Hangout Stuff   | 12 януари 2016 г.    | Добавя бохемско-тематични дрехи, домашно кино и предмети като машина за пуканки.                                                                                                  |
| Romantic Garden Stuff | 9 февруари 2016 г.   | Съдържа в себе си предмети за градината, нови облекла и нови геймплей режими. |
| Kids Room Stuff       | 28 юни 2016 г.       | Добавя към играта предмети за детски стаи, включително нови легла, кукловодство, нова игра и нови прически и дрехи за малчуганите.                                                |
| Backyard Stuff        | 19 юли 2016 г.       | Добавя предмети за задния двор като slip 'n' slide пързалка, птичи хранилки и нови прически и облекла.                                                                            |
| Vintage Glamour Stuff | 8 декември 2016 г.   | Добавя към играта нови дрехи в стил златните стари години на Холивуд и мебели, като например маса за гримиране и нови опции към играта като възможност за наемане на личен слуга. |

### Допълнения
| Име          | Дата на издаване   | Описание |
| ------------ | ------------------ | --- |
| Get To Work  | 30 април 2015 г.   | Фокусиран върху кариерата на симовете. Добавя три кариери - лекар, учен и детектив, както и възможност за управление на частен бизнес. |
| Get Together | 8 декември 2015 г. | Добавя клубове по интереси и допълнителни дейности.                                                                                    |
| City Living  | 3 ноември 2016 г.  | Добавя нов град San Myshuno, наем на апартаменти, караоке и фестивали.                                                                 |

### Издания
| Име                             | Дата на издаване | Включва |
| ------------------------------- | ---------------- | --- |
| The Sims 4                      | Q3/Q4 2014 г.    | Основната игра на DVD |
| The Sims 4 Limited Edition      | Q3/Q4 2014 г.    | Основната игра на DVD, Life of the Party Digital Content                                                                                   |
| The Sims 4 Digital Deluxe       | Q3/Q4 2014 г.    | Дигитален пакет Life of the Party, дигитален пакет Up All Night, дигитален саундтрак, оригинално ексклузивно съдържание                    |
| The Sims 4: Collector's Edition | Q3/Q4 2014 г.    | Дигитален пакет Life of the Party, дигитален пакет Up All Night, дигитален саундтрак, интерактивен USB plumbob, ръководство от създателите |
| The Sims 4: Premium Edition     | Q3/Q4 2014 г.    | Дигитален пакет Life of the Party, дигитален пакет Up All Night, дигитален саундтрак, ръководство от създателите                           |